# Pimplaetus insinuator
Pimplaetus insinuator är en stekelart som beskrevs av André Seyrig 1932. Pimplaetus insinuator ingår i släktet Pimplaetus och familjen brokparasitsteklar. Inga underarter finns listade i Catalogue of Life.